# Deutsche Feuerwehr-Sportföderation
Die Deutsche Feuerwehr-Sportföderation (DFS) ist eine Vereinigung zur Förderung des Breiten- und Wettkampfsports in der Feuerwehr in Deutschland. Sie koordiniert das Deutsche Feuerwehr-Fitness-Abzeichen (DFFA).

## Entwicklung und Struktur
Die DFS wurde am 20. Juli 1968 von Mitgliedern der Betriebssportgemeinschaften verschiedener Berufsfeuerwehren (Bremen, Bremerhaven, Hamburg, Hannover und Berlin) gegründet.
Die DFS ist als gemeinnütziger und eingetragener Verein organisiert und im Vereinsregister Hamburg eingetragen. Sitz des Vereins ist Solingen.

## Aufgaben und Ziele
Ziel der DFS ist die Förderung des Breitensports der Mitglieder der Feuerwehren mit dem Ziel der Erhaltung körperlicher Leistungsfähigkeit entsprechend der Belastung im Feuerwehrdienst. Hierzu richtet die DFS gemeinsam mit der Arbeitsgemeinschaft Gesundheitsmanagement und Sport der AGBF Feuerwehr-Mannschafts- und Einzelmeisterschaften auf Landes-, Regional- und Bundesebene aus.
Die DFS unterstützt die Nationalmannschaften der Berufsfeuerwehren finanziell in den Disziplinen Fußball, Volleyball, Triathlon, Laufen, Tischtennis, Retten und Schwimmen.
Der Verein organisiert das Deutsche-Feuerwehr-Fitness-Abzeichen (dFFA).